# Numquam duo, semper tres
Numquam duo, semper tres és una locució llatina que significa mai a dos, sempre tres. És una màxima al món monàstic, entre altres dels benedictins i dels jesuites, així com als pensionats catòlics per tal d'evitar relacions homosexuals massa íntimes. Implicava, entre d'altres, que a les passejades o a la recreació, sempre s'havia de caminar a tres.
S'entén que no és pas un precepte que volia promoure les relacions a tres. Partia del principi que una relació a tres sovint és més inestable pel fet que tendeix a evolucionar vers una relació de dos contra un. En aquest cas, l'un, gelós o exclòs, se sentiria més inclinat a denunciar els altres. De manera més positiva: ser igualment amable amb tots, però no gaire íntim i amable amb un, i sobretot canviar sempre la composició dels grups de tres.
En la psicologia moderna, Jay Haley el 1963 va descriure les interaccions del triangle pervers quan per exemple, en una família es crea una coalició permanent d'un nen amb un dels pares contra l'altre.